# Marie-Christine Navarro
Marie-Christine Navarro est une journaliste (notamment pour France Culture) et écrivaine française.

## Biographie
D'une famille espagnole du Maghreb par son père, agrégée de lettres, Marie-Christine Navarro se destine en premier lieu à l'enseignement, puis se tourne vers le journalisme et le documentaire sonore. Elle collabore au Monde et à Libération, et est productrice de nombreux débats et documentaires pour France Culture. Elle a été associate-professor et a enseigné la langue et la littérature françaises à l'American University of Paris. 
Elle est en particulier l'auteure de Itinérance, entretiens avec Edgar Morin (Arlea, 2000), La Psychiatrie comme humanisme, entretiens avec Edouard Zarifian (Éditions de l'Aube, 2001), Mémoire confite (Fayard, 2003), Une femme déplacée (Fayard, 2007) et Ce pays qui s'appelle Tane (2012) qu'elle adapta pour la scène au Dansoir de Karine Saporta et au XXe Théâtre à Paris. 
Membre de la Société des gens de lettres (SGDL), de la Société civile des auteurs multimédia (SCAM), du Syndicat national des auteurs et compositeurs (SNAC), de la Maison des écrivains, et de Phonie-graphie. Elle est la fondatrice et présidente de l'association Kurbeti/Les Nouvelles hybrides, spécialisée dans la production de créations artistiques transversales et hybrides.

## Quelques publications
- Itinérance, entretiens avec Edgar Morin (INA)
- Françoise Dolto, la quête obstinée du sens (France Culture)